# Palaeorhiza attractans
Palaeorhiza attractans är en biart som beskrevs av Hirashima 1989. Palaeorhiza attractans ingår i släktet Palaeorhiza och familjen korttungebin. Inga underarter finns listade i Catalogue of Life.